# Pharmakos
Pharmakos (greco φαρμακός) era il nome di un rituale largamente diffuso nelle città greche, simile a quello del capro espiatorio, che mirava ad ottenere una purificazione mediante l'espulsione dalla città di un individuo chiamato pharmakos (qualcosa come "il maledetto").
Ne parla, per esempio, il poeta Callimaco (fr. 90 Pf.): egli dice che un uomo scelto per la sua bruttezza veniva nutrito a spese della città, poi, un giorno stabilito, era scacciato a frustate; in altri luoghi ogni anno uno sventurato veniva "comprato" e nutrito a spese pubbliche, poi lo si espelleva a sassate dalla città.
Ad Atene, durante le feste Targelie (greco θαργήλια), in onore di Apollo, venivano scelte due persone di aspetto ripugnante, un uomo e una donna, adornate con collane di fichi e infine scacciate fuori dalle mura.
Sul significato del rito si è molto discusso; si è pensato che esso fosse un residuo di primitivi sacrifici umani; secondo altri sarebbe invece un rito legato alle pratiche agricole, posto in atto per allontanare dalle messi la sfortuna e le calamità naturali. In sostanza, si tratta di un rito simbolico destinato a placare l'angoscia per la contaminazione incombente sopra la comunità. Così il gruppo scarica la propria aggressività su un emarginato, scelto per la sua deformità come simbolo del male. Evidentemente egli non è colpevole di nulla, ma il suo compito è proprio quello di essere il rappresentante di ogni forma possibile di sventura: espellendolo, la città si libera di un essere tabù, un intoccabile, un perturbatore della pace, che assume su di sé le colpe e le maledizioni di tutti. Perciò il pharmakos è contemporaneamente il reietto e il salvatore, che con il suo sacrificio permette alla comunità di ritrovare la propria sicurezza e ne garantisce la pace.
Walter Burkert e René Girard hanno fornito interpretazioni moderne notevoli del rito del pharmakos. Burkert mostra come le persone erano sacrificate o espulse dopo essere state ben nutrite e, secondo alcune fonti, le loro ceneri erano sparse nell'oceano. Era un rituale di purificazione, una forma di catarsi sociale.
Il Pharmakos è un termine fondamentale anche nel decostruzionismo di Jacques Derrida. Nel suo famoso saggio "La farmacia di Platone" , Derrida decostruisce molti testi di Platone, come il Fedro, e rivela l'interconnessione tra la catena significante pharmakeia-pharmakon-pharmakeus e la notevole assenza della parola pharmakos. Così facendo, Derrida attacca il confine tra interno ed esterno, dichiarando che il fuori (pharmakos, parola mai usata da Platone) è sempre-già presente proprio all'interno (pharmakeia-pharmakon-pharmakeus). Si può dire che, come concetto, pharmakos è collegato ad altri termini di Derrida, come "traccia".
Per alcuni studiosi al rito del pharmakos si ricollega la pratica dell'ostracismo, procedura con cui si esiliava da Atene un uomo politico importante, dopo una votazione in cui si scriveva il suo nome su pezzi di coccio. Però l'ostracismo era un episodio puntuale, contrariamente all'esecuzione o espulsione del pharmakos.

## Pharmakos e farmacologia
Più tardi il termine Pharmakos si trasformò in pharmakeus, che indica una droga, pozione magica, guaritore, avvelenatore, per estensione un mago o uno stregone. Una variante di questo termine è "pharmakon" (φάρμακον), che significa pianta curativa, veleno o droga. Da questa variante derivano i termini moderni farmaco e farmacologia.

## L'analisi decostruttiva di Derrida
Nel 1968 la rivista francese Tel Quel pubblicò un lungo saggio di Jacques Derrida, intitolato La farmacia di Platone , che poi fu inserito nel suo libro del 1972, La dissémination. Questo libro ha come punto di partenza il Fedro di Platone.
Anche se la catena significante pharmakeia-pharmakon-pharmakeus compare molte volte nei testi di Platone, il filosofo non usa mai un termine strettamente collegato, pharmakos, che significa "capro espiatorio". Secondo Derrida, il fatto che Platone non usi quel termine non indica che la parola è necessariamente assente, o piuttosto, è sempre-già presente come "traccia". Certe forze o tendenze di associazione linguistica uniscono le parole che sono "in pratica presenti" in un testo con tutte le altre parole del sistema lessicale, indipendentemente dal fatto di comparire o meno in tale testo. Derrida evidenzia che la catena testuale non è semplicemente "interna" al lessico di Platone. È possibile affermare che tutta la catena significante "farmaceutica" (un altro componente della stessa catena) si manifesti effettivamente nel testo, anche se sempre nascosta nello sfondo, mostrandosi sempre furtivamente. "È sempre nella stanza nascosta, nelle ombre della farmacia, antecedente rispetto alle opposti conscio e inconscio, libertà e costrizione, volontario e involontario, parola e linguaggio, che queste 'operazioni' testuali hanno corso" Quello che è in gioco qui è proprio l'idea della dicotomia interno/esterno; se la parola pharmakos che Platone non usa pur risuona all'interno del testo, allora non ci può essere possibilità di chiusura per quanto riguarda il testo. Se l'esterno è sempre-già presente all'interno, in opera all'interno, allora qual è lo status dei concetti "presente" e "assente", "corpo" e "anima", "centro" e "periferia"? Però è importante ricordare che Derrida classifica i farmaci come qualcosa "nello sfondo"; in altre parole, l'"esterno" sempre presente nell'"interno" non diventa mai pura presenza, ma resta nascosto come "traccia", un'allusione, un'"aporia". Con questo insistere tenacemente su questo punto, Derrida evita la trappola di quello che lui chiama "Metafisica della Pura Presenza", o "Logocentrismo"
Nell'antica Atene il rito del pharmakos era usato per espellere e allontanare il male (fuori dal corpo e fuori dalla città). Per raggiungere questo scopo, gli ateniesi mantenevano a spese pubbliche alcuni poveri diavoli. Quando si verificava una calamità, ne sacrificavano uno o più come rituale di purificazione e rimedio curativo. Il pharmakos, il "capro espiatorio", era condotto fuori dalle mura della città e ucciso al fine di purificare l'interno della città. Il male che aveva infettato la città dall'"esterno" è rimosso e restituito all'"esterno", per sempre. Ma, paradossalmente, il rappresentante dell'esterno (il pharmakos) era ciononostante mantenuto nel cuore stesso dell'interno, la città, e anche a spese pubbliche. Per essere cacciato dalla città, il capro espiatorio doveva essere già stato dentro la città. "La cerimonia del pharmakos si svolge sulla linea di confine tra l'"interno" e l'"esterno", e il suo compito è di tracciare e rintracciare incessantemente quella linea". Similmente, il pharmakos sta sulla sottile linea rossa tra sacro e maledetto, "...benefico in quanto cura - e per questo temuto e trattato con cura - dannoso in quanto incarna i poteri del male - e per questo, temuto e trattato con cautela". Il pharmakos è il guaritore che cura ed è il criminale che è l'incarnazione dei poteri del male. Il pharmakos è come una medicina, pharmakon, nel caso di una malattia specifica, ma, come la maggior parte delle medicine, è allo stesso tempo un veleno, allo stesso tempo un male. Pharmakos, pharmakon: essi sfuggono a entrambi i lati con l'essere e non essere allo stesso tempo su un lato. Tutte e due le parole hanno in sé più di un significato, cioè dei significati confliggenti.
Pharmakos non significa solo capro espiatorio. È un sinonimo di pharmakeus, una parola spesso ripetuta da Platone, che significa "stregone", "mago", perfino "avvelenatore". Nei dialoghi di Platone, spesso Socrate è rappresentato e definito pharmakeus. Socrate è considerato uno che sa come fare magia con le parole e, in particolare, non con le parole scritte. Le sue parole agiscono come un pharmakon (come una sostanza curativa, o anche un veleno) e trasformano, curano l'anima di chi ascolta. Nel Fedro, Socrate si oppone fermamente agli effetti negativi della scrittura. Socrate paragona la scrittura a un pharmakon, una droga, una pozione: scrivere ripete senza sapere, crea abominevoli simulacri. Qui Socrate trascura deliberatamente l'altro significato della parola: la cura. Socrate suggerisce un pharmakon diverso, una medicina: la dialettica, la forma filosofica del dialogo. Questo, sostiene Socrate, può condurci alla verità dell'eidos, ciò che è identico a se stesso, sempre se stesso, immutabile. Qui Socrate di nuovo trascura l'"altra" lettura della parola pharmakon: il veleno. Socrate agisce come un mago (pharmakos) - lui stesso parla di una voce soprannaturale che parla attraverso di lui - e la sua medicina (pharmakon) più famosa è il discorso, la dialettica e il dialogo che conduce al sapere e alla verità ultima. Ma paradossalmente Socrate diventa anche il più famoso "altro" pharmakos di Atene, il capro espiatorio. Diventa uno straniero, perfino un nemico che avvelena la repubblica e i suoi cittadini. È un abominevole "altro"; non l'altro assoluto, il barbaro, ma l'altro (l'esterno) che è molto vicino, come quei poveri diavoli, che è sempre-già nell'interno. Egli è allo stesso tempo la "cura" e il "veleno" e, proprio come lui, gli ateniesi scelsero di dimenticare uno di quei significati in base alla necessità. E, alla fine, Platone colloca Socrate in quello che per Socrate era il più vile di tutti i veleni: nella scrittura, che sopravvive fino a oggi.